# Costantino Patrizi Naro
Costantino Patrizi Naro (4 de setembro de 1798 - 17 de dezembro de 1876) foi um cardeal italiano, arcipreste das basílicas de São João de Latrão e Santa Maria Maior, além de Decano do Colégio dos Cardeais.

## Biografia
Estudou no Collegio dei Protonotari de Roma, onde obteve o doutorado utroque iuris, tanto em direito canônico como civil.
Ordenado padre em 16 de junho de 1819. Nomeado regente do tribunal da Penitenciária Apostólica, Prelado doméstico de Sua Santidade e auditor do Sagrada Congregação da Rota Romana. Eleito arcebispo-titular de Philippi em 15 de dezembro de 1828, foi consagrado em 21 de dezembro, na igreja de S. Caterina da Siena, Roma, pelo Cardeal Carlo Odescalchi, Prefeito da Sagrada Congregação dos Bispos e Regulares, assistido por Lorenzo Mattei, patriarca titular de Antioquia, e por Paolo Agosto Foscolo, arcebispo de Corfu. Foi Prefeito da Prefeitura dos Sagrados Palácios Apostólicos, em 2 de julho de 1832.
Criado cardeal-presbítero in pectore no consistório de 23 de junho de 1834, sendo seu nome publicado no consistório de 11 de julho de 1836. Recebeu o barrete cardinalício em 14 de julho de 1836 e o título de São Silvestre em Capite em 21 de novembro do mesmo ano. Foi nomeado Prefeito da Sagrada Congregação dos Bispos e Regulares, em 6 de julho de 1839. Em 1841, foi nomeado protetor da Ordem dos Eremitas de Santo Agostinho. Nomeado Vigário Geral de Sua Santidade para o Vicariato de Roma, em 22 de dezembro de 1841. Torna-se arcipreste da basílica patriarcal liberiana, em 24 de maio de 1845..
Passa para a ordem de cardeais-bispos e assume a sé suburbicária de Albano em 20 de abril de 1849. Torna-se Prefeito da Sagrada Congregação dos Ritos em 27 de junho de 1854. Nomeado Secretário da Sagrada Congregação da Inquisição Romana e Universal, em 10 de outubro de 1860 até sua morte. Passa para a sé suburbicária de Porto e Santa Rufina em 17 de dezembro de 1860. É nomeado arcipreste da basílica patriarcal laterana em 21 de setembro de 1867. Como decano do Sacro Colégio dos Cardeais, passa para a sé suburbicária de Óstia-Velletri em 8 de outubro de 1870. É agraciado com a grande cruz de honra e devoção da Ordem Soberana Militar de Malta.
Faleceu em 17 de dezembro de 1876, de praga, em Roma. Velado na igreja de Sant'Apollinare alle Terme, Roma e enterrado na capela de sua família, na Igreja da Natività, na via Nomentana, em Roma. A capela foi demolida em 1902 e substituída pela igreja paroquial de San Giuseppe a Via Nomentana. Há uma inscrição em sua homenagem na catedral metropolitana de Palermo.

## Conclaves
- Conclave de 1846 - participou da eleição do Papa Pio IX[2]